# Giosafatte Biagioli
Pour les articles homonymes, voir Biagioli.
 (mars 2020).
Si vous disposez d'ouvrages ou d'articles de référence ou si vous connaissez des sites web de qualité traitant du thème abordé ici, merci de compléter l'article en donnant les références utiles à sa vérifiabilité et en les liant à la section « Notes et références ».
Giosafatte Biagioli, (Nicolas Joseph Biagioli) (né en 1769 ou 1772 à Vezzano Ligure, dans la province de La Spezia, près de Gênes, en Ligurie - mort en 1830 à Paris, France) est un grammairien italien, préfet de la République romaine et spécialiste de Dante.
Son commentaire de la Divine Comédie est resté le texte de référence pendant toute la première moitié du XIXe siècle.

## Biographie
Ex professeur de littérature grecque et latine, à l'Université d'Urbino, il fut, à cause de ses opinions républicaines, obligé de se réfugier en France lors de l'arrivée des Austro-russes en Italie en 1798.
Il devint professeur d'italien au Prytanée où il acquit la réputation de spécialiste des écrivains classiques de l'Italie.

## Œuvres
On a de lui :
- des éditions de la traduction italienne de Tacite, par Davanzati, Paris, 1804, 3 vol. in-12, avec une préface ; des Lettres du cardinal Bentivoglio, ibid., 1807, in-12, accompagnées de notes grammaticales et analytiques ; du Tesoretto della lingua toscana de Firenzuola, ibid., 1816, in-8° ; 1822, même format ; de Dante, Paris, Dondey-Dupré, 1818-1819, 3 vol. in-8°, avec un nouveau commentaire en italien : travail qui l’occupa pendant dix-sept ans, et qu’il dédia au comte Corvetto (cette édition a été reproduite à Milan en 1819) ; des Rime de Pétrarque, 1821, 3 vol. in-8°, édition ornée d’une vie de Pétrarque ; chaque pièce, précédée d’un argument, est accompagnée d’un commentaire ; des Poésies de Michel-Ange, ibid., 1821, in-8°.
- Grammaire italienne élémentaire et raisonnée, suivie d’un traité de la poésie italienne, Paris, 1805, in-8°. Cette grammaire, approuvée par l’Institut, sur le rapport de Domergue, a eu beaucoup de succès, comme on peut en juger par le nombre des éditions. Celle de 1829 est la 6e. L’auteur, pour répondre au vœu de ses élèves, en publia lui-même un abrégé.
- Grammatica ragionata della lingua francese, ibid., 1808, in-8°.
- Trattato della poesia italiana, ibid., 1819, in-8°.
- Préparation à l’étude de la langue latine, suivie d’une nouvelle méthode d’analyse logique et d’analyse grammaticale, et de l’application de cette méthode à cinquante exercices, ibid., 1829, in-8°.
- La traduction française des Fables de Phèdre, nouvellement découvertes, Paris, 1812, in-8°.
- Des notes sur la Napoleonide, ou les Fastes de Napoléon, ouvrage de Stefano Egidio Petroni, traduit en français par François Aimé Tercy, 1812, in-4°.
- Un poème latin sur la mort de John Philip Kemble, célèbre acteur anglais, et des pièces de vers sur la naissance de Rossini, sur le couronnement de Charles X, etc. Il a laissé manuscrits un commentaire historique et littéraire sur le Décaméron de Boccace ; une vie de Dante, avec les notices des diverses éditions de son poème, et la réfutation des critiques qu’en ont faites quelques écrivains distingués, suivie de l’analyse de toutes les traductions et des autres travaux entrepris sur ce fameux poème : Racconto di visioni e fatti veri riguardanti la sesta edizione della grammatica nostra, et Saggio dei sublimi fatti in Italia su la Divina Commedia, dal 1813 ; et enfin un Dictionnaire italien, rédigé sur un nouveau plan, auquel il travaillait depuis plus de quinze ans. Enrico Bescherelli, élève de Biagioli, a publié une notice sur son maître dans la Revue encyclopédique, février 1831.